# Petra Kelly
Petra Karin Kelly, född Lehmann den 29 november 1947 i Günzburg, Bayern, död 1 oktober 1992 i Bonn, var en tysk politiker och fredsaktivist. Kelly var en av grundarna av Die Grünen.

## Biografi
Fadern lämnade familjen när hon var sju år, och eftersom hennes mor jobbade så mycket, bodde Petra hos sin mormor. 1960 gifte sig modern med den amerikanske officeren John E. Kelly och familjen flyttade till USA. 1966–1970 studerade hon statsvetenskap i Washington D.C., där hon också var högskolepolitiskt aktiv. Året därpå flyttade hon till Amsterdam, där hon avlade masterexamen. Mellan 1971 och 1982 jobbade hon vid Europakommissionen för SPD, de tyska socialdemokraterna, i Bryssel. Under denna tid var Kelly mycket aktiv inom pacifistiska kvinno-, miljö- och fredsrörelser.
1970 dog Petra Kellys tioåriga halvsyster Grace Patricia Kelly av cancer. Detta tog Kelly mycket hårt och hon startade då en förening för barncancerforskning, G.P. Kelly-Vereinigung zur Unterstützung der Krebsforschung für Kinder e.V.
1979 lämnade Kelly SPD och tillsammans med några andra personer bildade hon Die Grünen. Hon blev toppnamn på partiets Europaparlamentslista, och tillsammans med August Haußleiter och Norbert Mann också språkrör för partiet. 1982 fick partiet 4,6 procent av rösterna i Bayerns delstatsval och nådde därmed inte över 5 procent-spärren. Samma år tilldelades Petra Kelly Right Livelihood Award. Kelly avgick som språkrör 1983 till följd av rotationsprincipen. Die Grünen fick vid valet detta år 5,6 procent av rösterna i förbundsdagsvalet och Petra Kelly satt i tyska förbundsdagen fram till 1990.
1985 flyttade hon ihop med partikollegan, den forne generalen Gert Bastian. Den 19 oktober 1992 påträffades Kelly död i sin och Bastians lägenhet. Petra Kelly hade skjutits i sömnen av Bastian, som efteråt sköt sig själv. Den exakta tiden för mordet kunde inte fastställas på grund av kropparnas framskridna tillstånd av förruttnelse.